# ميلان تودوروفيتش (مخرج)
ميلان تودوروفيتش هو كاتب سيناريو ومنتج أفلام ومخرج صربي، ولد في 2 أكتوبر 1981 في بانتشيفو في صربيا.

## وصلات خارجية
- ميلان تودوروفيتش على موقع IMDb (الإنجليزية)
- ميلان تودوروفيتش على موقع روتن توميتوز (الإنجليزية)
- ميلان تودوروفيتش على موقع ألو سيني (الفرنسية)
- ميلان تودوروفيتش على موقع أول موفي (الإنجليزية)
- ميلان تودوروفيتش على موقع قاعدة بيانات الفيلم (الإنجليزية)
- ميلان تودوروفيتش على موقع كينوبويسك (الروسية)